# Appilly
Appilly is een gemeente in het Franse departement Oise (regio Hauts-de-France) en telt 503 inwoners (1999). De plaats maakt deel uit van het arrondissement Compiègne. In de gemeente ligt spoorwegstation Appilly.

## Geografie
De oppervlakte van Appilly bedraagt 4,6 km², de bevolkingsdichtheid is 109,3 inwoners per km².
De onderstaande kaart toont de ligging van Appilly met de belangrijkste infrastructuur en aangrenzende gemeenten.

## Demografie
Onderstaande figuur toont het verloop van het inwonertal (bron: INSEE-tellingen).